# 西山広喜
西山 広喜（にしやま こうき、1923年（大正12年）3月31日 - 2005年（平成17年）2月24日）は、日本の右翼で、政財界をつなぐフィクサーとして知られた。財団法人日本政治文化研究所理事長。西山広喜事務所代表。

## 人物・来歴
宮崎県出身。宮崎県立妻中学校（後の宮崎県立妻高等学校）、明治大学を卒業。
部落解放同盟初代執行委員長・松本治一郎の養子・松本英一と親交があった縁で、日本社会党宮崎県委員会青年部長を経て、社会党青年部の本部役員となり上京、治一郎の秘書となる。治一郎の紹介で大物右翼の三浦義一の知遇を受け、三浦の片腕である関山義人の興論社で活動。1961年（昭和36年）に興論社から独立して昭和維新連盟を発足させ、初代会長になる。
近衛文麿が創設した昭和研究会を前身とする「財団法人日本政治文化研究所」が、戦後再建されるにあたって三浦が尽力し、その人脈が投入され、1967年（昭和42年）3月に西山が理事長に就任した。研究所のオフィスが日比谷公園を望む富国生命ビルにあったことから、以来、西山は陰で「富国の大将」「日比谷の先生」と呼ばれるようになった。
三浦の死後、児玉誉士夫の門下に移り、児玉師団「青年思想研究会」の指導的立場となり、1888年（明治21年）の創刊の国粋主義雑誌『日本及日本人』を再建復刊。代表取締役を務めた。
1987年（昭和62年）9月23日付の『朝日新聞』が、82年の中曽根康弘内閣成立の影で西山が暗躍したらしいと報じた。これについてジャーナリストの猪野健治は、「西山が政界を采配して中曽根内閣を作ったなどとは考えられず、何らかのスキャンダルを抑えたという可能性はあり得る」と指摘している。
伊藤忠商事、野村證券、ヤクルト本社のトラブル処理に介入したほか、総会屋で『現代の眼』主幹だった木島力也とは刎頚の友であり、広域暴力団ともつながりがあった。松本信一（太陽ファーマーズ・元社長）は門下生にあたる。宮崎県に大きな影響力を持ち、1993年（平成5年）にオープンした大規模リゾート施設「シーガイア」建設にあたっては、第一勧業銀行の宮崎邦次頭取に働きかけ1000億円の協調融資を引き出した。
2001年（平成13年）10月、西山と親交のあった大東塾の鈴木正男代表が元号法制化を訴えて自決。また第一勧業銀行と三菱グループによる総会屋に対する利益供与事件が発覚後、日本政治文化研究所の会員企業が支払う会費が賛助金と同質と見られる風潮が強まり、会員を辞退する企業が続出した。そうした情況の変化を踏まえ、翌年春、西山が交流のあった関係者に「自由な牢人となります」という引退の意思表示と見られる挨拶状を送付し、3月末で日本政治文化研究所と西山広喜事務所のオフィスを閉鎖した。
2005年2月24日午後0時50分、肝不全のため、東京都中央区の病院で死去。81歳没。